# Чистопольская улица (Казань)
Чи́стопольская у́лица (тат. Чистай урамы) — шестиполосная магистральная улица, проходящая по Московскому и Ново-Савиновскому районам города Казани. Названа в честь города Чистополь, районного центра Татарстана.

## Общие сведения
Улица Чистопольская начинается от перекрёстка с улицей Декабристов, проспектом Ибрагимова и является своего рода продолжением улицы Вахитова. Заканчивается улица недалеко от двухуровневой развязки с проспектом Ямашева. В начале улица на расстоянии около 420 м отклоняется на северо-восток, далее идёт на восток, и в конце улица снова отклоняется на северо-восток на расстоянии около 300 м.
Пересекается со следующими улицами:
- Улица Декабристов
- Проспект Галимджана Ибрагимова
- улица Бондаренко
- улица Абсалямова[вд]
- Меридианная улица
- улица Мусина
- улица Абдуллы Бичурина[вд]
- Проспект Фатиха Амирхана
- улица Нигматуллина[вд]
- улица Сибгата Хакима[вд]
- Улица Четаева[вд]
- Проспект Хусаина Ямашева

## История
До революции 1917 года являлась односторонкой 1, 7 и 8 кварталов Козьей слободы и относилась к 6-й полицейской части г. Казани. В 1914 году постановлением Казанской городской думы улица была переименована в Церковную улицу, но реально это название не использовалось. Во второй половине 1920-х гг. была переименована в Пионерскую улицу. Современное название присвоено не позднее 1939 года.
Улица Чистопольская являлась северной границей Козьей слободы, и часть её в 1939 году вела к Ново-Савиновской стройке.
До начала застройки улицы высотными домами в начале улицы находилась Церковь Смоленской иконы Божией Матери. Здесь после революции функционировал кинотеатр «Октябрь», а в 1973 году сооружение было снесено.
Улица имеет многоэтажную застройку, которая началась со времени создания района и ведется и сегодня.

## Проезжая часть
Проезжая часть улицы долгое время имела неудовлетворительное состояние, однако в 2012 году дорожное покрытие было отремонтировано с применением современных технологий и разметкой из термопластика. Также на пересечении с проспектом Амирхана ведется строительство двухуровневой развязки, хотя движение транспорта по улице над проспектом Амирхана открыто с 14 ноября 2011 года.

## Примечательные объекты
- № 1, 3 — жилые дома Казанского филиала НИАТ.[14][15]
- № 3а — детский сад № 376 «Катюша» (филиал, бывший детский сад № 236 Казанского филиала НИАТ).[16]
- № 5 — жилой дом управления строительства «Теплоэнергострой-2».[17]
- № 6 — жилой дом Казанского вертолётного производственного объединения.[18]
- №№ 23, 25 — жилые дома для переселенцев из ветхого жилья.
- [19][20]№ 42 — ледовый дворец «Татнефть-Арена».